# سمية عصبية
السمية العصبية هي شكل من أشكال السمية حيث يقوم عامل بيولوجي أو كيميائي أو فيزيائي بإنتاج تأثير عكسي على بنية أو وظيفة الجهاز العصبي المركزي والمحيطي. يحدث ذلك عندما يؤدي التعرض للمادة وخاصة السمية العصبية إلى تغيير النشاط الطبيعي للجهاز العصبي بطريقة تسبب تلفاً دائماً أو عكسياً للجهاز العصبي.
يمكن أن يؤدي ذلك في النهاية إلى تعطيل أو حتى قتل الخلايا العصبية التي تنقل وتعالج الإشارات في الدماغ والأجزاء الأخرى من الجهاز العصبي. حيث يمكن أن تنتج السمية العصبية عن عمليات زراعة الأعضاء والعلاج الإشعاعي وبعض العلاجات الدوائية (مثل المواد المستخدمة في العلاج الكيميائي) واستخدام العقاقير الترويحية والتعرض للمعادن الثقيلة ومبيدات الآفات وبعض مذيبات التنظيف الصناعية حيث انه قد تظهر الأعراض مباشرة بعد التعرض لتلك المواد أو تتأخر ومن تلك الأعراض ضعف أو خدر في الأطراف وفقدان الذاكرة والرؤية والفكر والسلوكيات القهرية التي لا يمكن السيطرة عليها والأوهام والصداع والمشاكل الإدراكية والسلوكية والضعف الجنسي. ويشير مصطلح السمية العصبية إلى مشاركة السم العصبي إلا أنه يمكن استخدام مصطلح السمية العصبية بشكل أوسع لوصف الحالات المعروفة بأنها تسبب تلفًا بدنيًا في الدماغ.
لا يعتبر وجود العجز العصبي المعرفي وحده دليلاً كافياً على السمية العصبية حيث أن العديد من المواد قد تضعف الأداء العصبي المعرفي دون أن يؤدي إلى موت الخلايا العصبية. قد يرجع ذلك إلى التأثير المباشر للمادة مع وجود خلل وعرقلة عصبية مؤقتًا وحلها هو إزالة المادة من الجسم. في بعض الحالات قد يكون المستوى أو وقت التعرض للمادة حرجًا حيث تصبح بعض المواد السمية العصبية فقط في بعض الجرعات أو الفترات الزمنية. بعض من السموم الدماغية الأكثر شيوعا التي تحدث بشكل طبيعي والتي تؤدي إلى السمية العصبية نتيجة للاستخدام المفرط للمخدرات هي أميلويد بيتا (Aβ) وحمض الجلوتاميك والدوبامين (الناقل العصبي) وجذور الأكسجين. عند وجودها في تركيزات عالية فإنها يمكن أن تؤدي إلى السمية العصبية والموت (موت الخلايا). تشمل بعض الأعراض التي تنتج عن موت الخلية فقدان السيطرة على المحرك والتدهور المعرفي واختلال وظيفي في الجهاز العصبي اللاإرادي. تعتبر السمية العصبية سببا رئيسيا للأمراض العصبية مثل مرض الزهايمر (AD). 

## عوامل السمية العصبية

### بيتا اميلويد Aβ
تعتبر المادة المسماة بيتا اميلويد من مسببات السمية العصبية وموت الخلايا في الدماغ عند وجودهها في تركيزات عالية حيث تحدث كطفرة عندما يتم قطع سلاسل البروتين في المواقع الخاطئة مما يؤدي إلى سلاسل ذات أطوال مختلفة غير قابلة للاستخدام. وهكذا يتم تركها في الدماغ حتى يتم تكسيرها ولكن إذا تراكم ما يكفي فإنها تشكل لويحات سامة للخلايا العصبية. تستخدم بيتا اميلويد Aβ عدة طرق في الجهاز العصبي المركزي لتسبب موت الخلايا. ومن الأمثلة على ذلك مستقبلات الأستيل كولين النيكوتينية (nAchRs)، وهي عبارة عن مستقبل موجود بشكل شائع على طول أسطح الخلايا التي تستجيب لتحفيز النيكوتين مما يؤدي إلى تشغيلها أو إيقاف تشغيلها. تقوم بيتا املويد مع خلايا بروتين الطاقة MAP (بروتين كيناز يعمل بنظام ميتوجين) وهي مستقبلات إشارة أخرى تفوم على التلاعب بمستوى النيكوتين في الدماغ لتسبب موت الخلايا حيث تقوم بيتا اميلويد بتنظيم مادة كيمايائية أخرى في الدماغ تدعى (JNK) حيث ان هذه المادة تقوم بإيقاف مسار كيناز خارج الخلية والذي بدوره يعمل عادةً على التحكم بالذاكرة في الدماغ. ونتيجة لذلك تتوقف هذه الذاكرة لصالح المسار ويفقد الدماغ وظيفة الذاكرة الأساسية. يعد فقدان الذاكرة هو أحد أعراض المرض العصبي بما في ذلك مرض الزهايمر. وهناك طريقة أخرى تقوم بيتا اميلويد على موت الخلايا وهو من خلال فسفرة بروتين كيناز AKT حيث يحدث هذا عندما يرتبط عنصر الفوسفات بعدة مواقع على البروتين. تسمح هذا الفسفرة لـ بروتين كيناز AKT بالتفاعل مع البروتين المضاد BAD. وبالتالي فإن الزيادة في بيتا اميلويد Aβ ينتج عنها زيادة في مجمع AKT / BAD، مما يؤدي بدوره إلى إيقاف عمل البروتين المضاد Bcl-2، والذي عادة ما يعمل على إيقاف موت الخلايا مما يتسبب في انهيار العصبون المتسارع وتطور الميالين.

### حمض الجلوتاميك
حمض الجلوتاميك هي مادة كيميائية موجودة في الدماغ تشكل تهديدًا سامًا للخلايا العصبية عند وجودها بتركيزات عالية. ويعتبر توازن التركيز هذا دقيق للغاية وعادة ما يتم العثور عليه في كميات تركيز المادة خارج الخلية. عندما يحدث اضطراب يحدث تراكم حمض الجلوتاميك نتيجة لطفرة في ناقلات الجلوتاميك والتي تعمل كمضخات لتصريف الجلوتاميك من الدماغ. هذا يجعل تركيز الجلوتاميك في الدم أكثر عدة مرات من الدماغ وبدوره يجب على الجسم أن يعمل للحفاظ على التوازن بين تركيزين اثنين عن طريق ضخ الجلوتاميك من مجرى الدم وإلى خلايا عصبية من الدماغ. في حالة حدوث طفرة فإنه لن يتمكن ناقلو الجلوتاميك من ضخه في الخلايا وبالتالي يتراكم تركيز أعلى في مستقبلات الجلوتاميك. وهذا يفتح القنوات الأيونية مما يسمح للكالسيوم بدخول الخلية مما يسبب التسمم. ينتج حمض الجلوتاميك في موت الخلايا عن طريق تشغيل مستقبلات حمض الاسبراتيك (N-methyl-D-aspartic NMDA) (وهو حمض اميني نشط) هذه المستقبلات تسبب زيادة في إفراز أيونات الكالسيوم (+Ca2) في الخلايا. ونتيجة لذلك يزيد التركيز المتزايد للكالسيوم مباشرة من الإجهاد على الميتوكوندريا (وهي عضية مزدوجة الغشاء موجودة في معظم الكائنات حقيقية النواة) مما يؤدي إلى فسفرة تأكسدية مفرطة وإنتاج أنواع الأكسجين التفاعلية (ROS) عن طريق تنشيط حمض النتريك مما يؤدي في النهاية إلى موت الخلايا. كما ان خلايا بيتا اميلويد تقوم بمساعدة هذا المسار لتسبب السمية العصبية عن طريق تعزيز ضعف الخلايا العصبية للجلوتاميك.

### جذور الأكسجين
يتم تشكيل جذور الأكسجين في الدماغ من خلال مسار حمض النيتريك (NOS) حيث يحدث هذا التفاعل كاستجابة للزيادة في تركيز كربونات الكالسيوم (+Ca 2) داخل خلية الدماغ. وينتج هذا التفاعل بين كربونات الكالسيوم (+Ca 2) وحمض النيتريك NOS في تكوين عامل التتراهيدروبيوبترين (BH4) الذي ينتقل بعد ذلك من غشاء البلازما إلى السيتوبلازم. كخطوة أخيرة يعتبر حمض النيتريك NOS الغير مفسفر (NO) الذي يتراكم في الدماغ وزيادة الإجهاد التأكسدي. هناك العديد من أنواع الأكسجين التفاعلية (ROS) بما في ذلك الاكسيد الفائق وبيروكسيد الهيدروجين والهيدروكسال وكلها تؤدي إلى السمية العصبية. وبطبيعة الحال يستخدم الجسم آلية دفاعية للحد من الآثار المميتة للأنواع التفاعلية عن طريق استخدام بعض الإنزيمات لتحليل أنواع الأكسجين التفاعلية (ROS) إلى جزيئات صغيرة حميدة من الأكسجين والماء البسيط. ومع ذلك فإن هذا الانهيار من أنواع الأكسجين التفاعلية (ROS) ليس فعال تماما. تترك بعض المخلفات التفاعلية في الدماغ لتتراكم مما يسهم في السمية العصبية وموت الخلايا. ويكون الدماغ أكثر عرضة للإجهاد التأكسدي من الأعضاء الأخرى بسبب قدرته التأكسدية المنخفضة. نظرًا لأن الخلايا العصبية تتميز بأنها خلايا مفصلية أي أنها تعيش مع تلف متراكم على مر السنين حيث أن تراكم أنواع الأكسجين التفاعلية (ROS) مميت. وبالتالي فإن زيادة مستويات خلايا العمر الأكسجينية التفاعلية (ROS) يؤدي إلى تسارع العمليات العصبية وفي نهاية المطاف إلى تطور مرض الزهايمر (AD). 

## التشخيص
يعتمد التشخيص على طول ودرجة التعرض وشدة الإصابة العصبية. ففي بعض الحالات يمكن أن يكون التعرض للسموم العصبية قاتلاً. وفي حالات أخرى قد يبقى المرضى على قيد الحياة ولكنهم لا يتعافون بشكل كامل. وفي حالات أخرى يتعافى العديد من الأفراد تمامًا بعد العلاج.

## علم أصل الكلمة والنطق
تستخدم كلمة السمية العصبية للجمع بين أشكال الأعصاب + السموم + ما يؤدي إلى «تسمم الأنسجة العصبية». 